# La Almudaina
La Almudaina fue un diario en español publicado en Palma de Mallorca entre 1887 y 1953.

## Historia
Fue fundado en 1887, por iniciativa de E. Alzamora y G. Sampol. Sobresalió por la sección literaria —bilingüe— donde colaboraron buena parte de los escritores insulares de entre siglos, como Miguel de los Santos Oliver, Gabriel Alomar o Joan Torrendell, entre otros. Este grupo es conocido actualmente como El grupo de La Almudaina. En La Almudaina apareció publicado en la prensa mallorquina por primera vez el término foot-ball en 1894. De ideología conservadora e independiente, a lo largo de su historia fue un diario que tuvo un destacado número de lectores. Sobrevivió a la Guerra civil, pero posteriormente entró en una profunda crisis económica. En 1953 se fusionó con el Correo de Mallorca, dando lugar al Diario de Mallorca.